# Chétopse doré
Chaetops aurantius
Espèce
Statut de conservation UICN

 NT  : Quasi menacé
Le Chétopse doré (Chaetops aurantius) est une espèce de passereaux de la famille des Chaetopidae.

## Description
Cet oiseau mesure environ 22 cm de longueur pour une masse de 48 à 53 g.

## Répartition
Cette espèce vit en Afrique australe.

## Habitat
Cet oiseau peuple les prairies alpines et subalpines.